# Cristián Hernández Larguía
Cristián Hernández Larguía (Rosario, 6 de octubre de 1921-ibíd. 10 de febrero de 2016) fue un músico argentino. Hijo del arquitecto rosarino Hilarión Hernández Larguía y de Lucía Correa Morales, y hermano del filósofo, historiador y también arquitecto (profesor de Historia de la Arquitectura de la Facultad de Arquitectura y Diseño de la Universidad Nacional de Rosario) Iván Hernández Larguía.
Fue socio fundador del Coro Estable de Rosario, y desde 1946 fue su director titular durante 65 años (hasta 2011), cuando fue remplazado por la maestra Sandra Álvarez. Estando al frente de esta institución, obtuvo en 1957 y 1980 los primeros premios en concursos corales abiertos a escala nacional.
En 1962 fundó el conjunto Pro Música de Rosario, que dirigió artísticamente hasta su muerte. En 1967 obtuvo con esa agrupación el primer premio en el concurso polifónico internacional de Arezzo (Italia).
De ese grupo musical surgieron músicos destacados como José Luis Bollea (1942-2010, autor de La Forestal) y Carlos López Puccio (1946, músico y compositor integrante del conjunto Les Luthiers).
En 1981, con el Coro Estable de Rosario, obtuvo seis premios en el concurso polifónico internacional de Arezzo.
Se desempeñó como profesor en las cátedras de Dirección Coral, Coro, Acústica, e Introducción a la Musicología, en la Universidad Nacional de Rosario y en la Universidad Nacional del Litoral.
En 1989 recibió el Premio Konex de Platino como el más importante director de coro en Argentina. Fue miembro de la Academia Nacional de Bellas Artes y vivió siempre en la zona macrocéntrica de la ciudad de Rosario.
Su pasionismo por la música no fue menos que el orgullo y fanatismo por Rosario Central cada vez que lo manifestaba en cualquier reportaje periodístico. Con Hernández Larguía la ciudad de Rosario forjó un mito en la cultura musical de todos los tiempos, siendo valorado por el luthier Carlos López Puccio como uno de los maestros corales más grande del mundo.